# Auguste de Franquetot de Coigny
Pour les autres membres de la famille, voir Famille de Franquetot.
Augustin-Gustave de Franquetot, duc de Coigny (4 septembre 1788 à Paris - 2 mai 1865 à Paris), est un homme politique français.

## Biographie
Il est élevé en France et rejoint l'armée en 1805. Il perdit une partie de son armée durant la campagne de Russie en 1812.
Il est admis à siéger à la Chambre des pairs en 1821, en remplacement de son grand-père le maréchal François Henri de Franquetot de Coigny, deuxième duc de Coigny. Pair de France, il sert Napoléon Ier, sera attaché à l'ambassade de Constantinople. Aide de camp du général Sébastiani, il participe aux campagnes d'Espagne et de Russie.
Sa plus jeune fille, Georgine Jane Elizabeth Fanny de Franquetot († 1910), épousa Sydney William Herbert Pierrepont, 3e comte de  Manvers (1825-1900), en 1852. Sa mère, Henrietta Dundas, est la sœur de Sir Hew Dalrymple-Hamilton, 4e Baronet.
Il est inhumé dans le cimetière de Montmartre (division 30) à côté de sa mère, Louise-Marthe de Conflans et de sa femme.

## Distinctions
- Grand officier de la Légion d'honneur